# Districte de Tirana
El districte de Tirana (en albanès Rrethi i Tiranës) era un dels trenta-sis districtes en els quals es dividia Albània fins al juliol del 2000. En el moment de la substitució dels districtes per comtats, tenia 523.150 habitants i una extensió de 1.193 km². Estava situat al centre del país i la capital era la ciutat de Tirana. Es dividia en els municipis següents:
- Baldushk
- Bërxullë
- Bërzhitë
- Dajt
- Farkë
- Kamëz
- Kashar
- Krrabë
- Ndroq
- Paskuqan
- Petrelë
- Pezë
- Prezë
- Shëngjergj
- Tirana
- Vaqarr
- Vorë
- Zall-Bastar
- Zall-Herr